# Blaukehlroller
Der Blaukehlroller (Eurystomus gularis), auch Blaukehlracke oder Blaukehl-Roller genannt, zählt innerhalb der Familie der Racken (Coraciidae) zur Gattung Eurystomus.

## Merkmale
Der Blaukehlroller ist etwa 25 cm groß und 82–118 g schwer, er wirkt plump mit großem dunkel kastanienbraunem Kopf und Hals. Der Schnabel ist hellgelb, das Auge dunkel. Die Oberseite ist kastanienbraun, die Außenfedern der relativ langen Flügel sowie der Schwanz sind blau. Er ähnelt dem Zimtroller, ist aber etwas kleiner und hat als charakteristisches Unterscheidungsmerkmal Blau an der Kehle.
Der Jungvogel hat noch keinen Kehlfleck, er ist insgesamt bräunlich, der Schnabel ist dunkelgrau und der Bauch bläulich.

## Verbreitung und Lebensraum
Der bevorzugte Lebensraum in Afrika umfasst tropischen Primär- und Sekundär-Regenwald, auch Dörfer und Hügel südlich der Sahara.
Folgende Unterarten können unterschieden werden:
- E. g. gularis Vieillot, 1819, Nominatform von Guinea bis Nigeria und Kamerun.
- E. g. neglectus Neumann, 1908 – im Südosten Nigerias und vom Süden Kameruns bis Uganda, Angola und Bioko.

## Ernährung
Er ernährt sich überwiegend von Insekten, hauptsächlich Ameisen (Crematogaster und Weberameisen), hält sich gern in Baumkronen auf und jagt im Fliegen.

## Fortpflanzung
Der Blaukehlroller legt seine Eier zwischen Februar und Mai.
Sie treten paarweise oder auch in kleineren Gruppen auf.

## Gefährdungssituation
Der Blaukehlroller gilt als nicht gefährdet (Least Concern).